# Italia Almirante Manzini
Italia Almirante Manzini (Taranto, 4 giugno 1890 – San Paolo del Brasile, 16 settembre 1941) è stata un'attrice italiana attiva in teatro e al cinema, diva del cinema muto.

## Biografia
Nacque da Michele, attore e ufficiale garibaldino, e Urania Dell'Este, anch'ella attrice. Il padre era fratello di Nunzio Almirante, a sua volta padre del regista Mario e degli attori Ernesto, Giacomo e Luigi. Era perciò cugina di secondo grado del giornalista e uomo politico Giorgio Almirante, figlio di Mario.

### Carriera
Iniziò giovanissima la sua carriera nel teatro, dove recitò in diverse compagnie, fra le quali vi furono quella di Ettore Berti e quella di Alfredo De Sanctis, con le quali fece lunghe tournée in Italia e in Sud America.
Nel 1911 esordì nel cinema, inizialmente come comparsa, e poi come protagonista nel film Il poverello di Assisi della Cines di Roma. Successivamente passò alla Savoia Film di Torino, dove iniziò con il film Sul sentiero della vipera del 1912.
In seguito fu ingaggiata dall'Itala Film, altra casa torinese, e iniziò con l'interpretazione nel film L'ombra del male del 1913, ma l'anno seguente, nel kolossal Cabiria dove interpretò il personaggio di Sophonisba, fu quello della sua consacrazione artistica, e segnò l'inizio di una brillante carriera cinematografica e che fece della Almirante una fra le più importanti dive italiane del tempo.
Nel periodo 1916-1917 lavorò per altre case cinematografiche (fra queste la romana Latina Ars e la Gladiator Film dove fu «prima attrice») e nel contempo lavorò in ambito teatrale presso la compagnia Galli-Ciarli-Guasti-Bracci di Dina Galli. Tornò poi all'Itala Film dove fu protagonista di molte pellicole di successo, fra le quali Il matrimonio di Olimpia (1918), Femmina - Femina (1919) e Hedda Gabler (1920).
Negli anni venti passò prima alla Fert e poi all'Alba Film, e girò fino al 1927 un discreto numero di pellicole nelle quali venne diretta principalmente dal cugino Mario Almirante. Dopo l'interpretazione nel film La bellezza del mondo (1927) ritorna a recitare definitivamente nel teatro, dove fece parte delle compagnie di Ruggero Ruggeri e del cugino Luigi Almirante (che diresse la compagnia Italia-Almirante-Manzini).
La Almirante riapparve nel film L'ultimo dei Bergerac del 1934, unico film sonoro della sua carriera.
È considerata una delle grandi dive del cinema muto italiano. I principali registi dell'epoca, con cui ha lavorato, furono Ugo De Simone, Roberto Roberti, Augusto Genina, Giovanni Pastrone e Gero Zambuto.

### Morte
Trasferitasi nel 1935 in Brasile, dove condusse una tournée, morì in quel paese nel 1941 all'età di 51 anni, a causa della puntura di un insetto velenoso. È sepolta nel cimitero monumentale del Verano a Roma.

## Vita privata
Sposò molto giovane il giornalista e scrittore Amerigo Manzini, accanto al quale recitò in varie occasioni in ambito sia teatrale sia cinematografico.

## Omaggi
- Il comune di Roma, in località Valleranello, le ha dedicato una via.

## Filmografia parziale
- Gerusalemme liberata, regia di Enrico Guazzoni (1910)
- Il poverello di Assisi, regia di Enrico Guazzoni (1911)
- Sul sentiero della vipera, regia di Oreste Mentasti (1912)
- La fuggitiva, regia di Roberto Danesi (1912)
- La miniera di ferro, regia di Oreste Mentasti (1912)
- L'ombra del male, regia di Gino Zaccaria (1913)
- Cabiria, regia di Giovanni Pastrone (1914)
- I pericoli dei travestimenti, regia di Emilio Vardannes (1914)
- La rivincita, regia di Eugenio Testa (1914)
- Sul limite della follia, regia di Riccardo Tolentino (1916)
- L'amazzone macabra, regia di Ugo De Simone (1916)
- Il cadavere scomparso, regia di Telemaco Ruggeri (1916)
- Notte di tempesta, regia di Guglielmo Zorzi (1916)
- Voluttà di morte, regia di Ugo De Simone (1917)
- Tua per la vita, regia di Ugo De Simone (1917)
- Rose vermiglie, regia di Febo Mari (1917)
- La musa del pianto e quella del sorriso, regia di Amerigo Manzini (1917)
- Maternità, regia di Ugo De Simone (1917)
- Ironie della vita, regia di Mario Roncoroni (1917)
- La figlia della tempesta, regia di Ugo De Simone (1917)
- Crevalcore, regia di Romolo Bacchini (1917)
- Passion tzigane, regia di Umberto Paradisi (1918)
- Il matrimonio di Olimpia, regia di Gero Zambuto (1918)
- Maciste poliziotto, regia di Roberto Roberti (1918)
- Maciste medium, regia di Vincenzo Denizot (1918)
- Maciste atleta, regia di Vincenzo Denizot e Giovanni Pastrone (1918)
- Femmina - Femina, regia di Augusto Genina (1918)
- La maschera e il volto, regia di Augusto Genina (1919)
- Hedda Gabler, regia di Gero Zambuto e Giovanni Pastrone (1920)
- Orizzontale, regia di Gennaro Righelli (1920)
- I due crocifissi, regia di Augusto Genina (1920)
- Martirio, regia di Gabriel Moreau (1920)
- L'innamorata, regia di Gennaro Righelli (1920)
- La cugina, regia di Gero Zambuto (1920)
- Zingari, regia di Mario Almirante (1920)
- I tre amanti, regia di Guglielmo Zorzi (1921)
- La statua di carne, regia di Mario Almirante (1921)
- Il fango e le stelle, regia di Pier Angelo Mazzolotti (1921)
- Il sogno d'amore, regia di Gennaro Righelli (1922)
- Marthú che ha visto il diavolo, regia di Mario Almirante (1922)
- La maschera del male, regia di Mario Almirante (1922)
- La grande passione, regia di Mario Almirante (1922)
- La piccola parrocchia, regia di Mario Almirante (1923)
- L'ombra, regia di Mario Almirante (1923)
- L'arzigogolo, regia di Mario Almirante (1924)
- La bellezza del mondo, regia di Mario Almirante (1926)
- L'ultimo dei Bergerac, regia di Gennaro Righelli (1934)